# Ellen Gould Harmon White

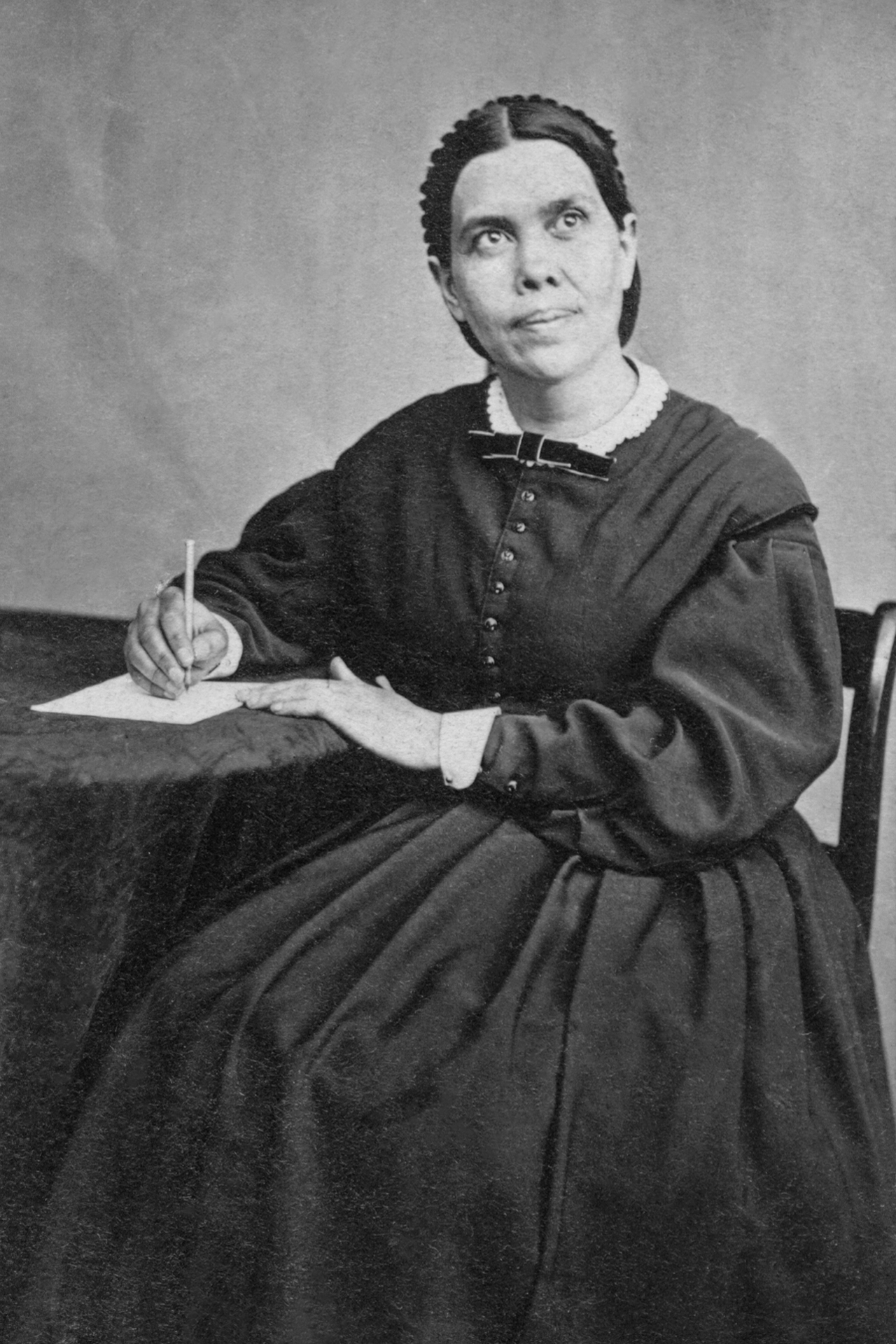
Ellen G. White (um 1864)

Ellen Gould Harmon White (* 26. November 1827 in Gorham, Maine, als Ellen Gould Harmon; † 16. Juli 1915 in St. Helena, Kalifornien) war eine Mitbegründerin der Freikirche der Siebenten-Tags-Adventisten. Die meiste Zeit ihres Lebens verbrachte sie in den Vereinigten Staaten. Von 1885 bis 1887 besuchte Ellen White verschiedene Länder in Nord- und Westeuropa und von 1891 bis 1900 lebte sie in Australien.

## Leben

### Frühe Jahre, Berufung und Ehe
Ellen Gould Harmon wurde am 26. November 1827 in Gorham (Maine) zusammen mit ihrer Schwester Elisabeth (Lizzie) im Nordosten der USA geboren. Die Zwillingstöchter waren die jüngsten von acht Kindern einer armen Hutmacherfamilie, die der Methodistenkirche angehörte. Vater und Mutter galten als engagierte Gemeindeglieder, und auch Ellen nahm den christlichen Glauben seit frühester Kindheit sehr ernst. Lizzie wandte sich später als einzige ihrer Geschwister vom Glauben ab und starb im Jahr 1891.
Im Alter von neun Jahren wurde Ellen während einer Auseinandersetzung auf dem Schulweg durch den Steinwurf eines anderen Mädchens so stark verletzt, dass sie „drei Wochen wie betäubt dagelegen“ hat und jahrelang von Ohnmachtsanfällen heimgesucht wurde. Daraufhin musste der Schulbesuch eingestellt werden. Ellen wirkte fortan kränklich mit wenig Aussicht auf völlige Genesung, bildete sich aber durch eigenständige Lektüre fort. „Die Kränkliche hat alle [Geschwister] außer eine – ihre Schwester Mary, die drei Jahre älter wurde – um Jahrzehnte überlebt.“
Ab dem Jahre 1840 hatte die Familie Harmon engen Kontakt zur Bewegung um den baptistischen Laienprediger William Miller und erwartete zusammen mit den anderen Gläubigen die Wiederkunft Christi. Am 26. Juni 1842 ließ sich Ellen in der Methodistenkirche taufen. Ein Jahr später wurden sie und ihre Familie allerdings wegen Millerismus aus ihrer Kirche ausgeschlossen. Die unmittelbare Wiederkunftserwartung wurde enttäuscht, erst im März und dann im Oktober 1844. Doch auch nach Ausbleiben der Parusie stand die Familie weiterhin zu Millers Auslegung.
Etwa zwei Monate später, nachdem der letzte „Wiederkunftstermin“ verstrichen war, gab Ellen an, während einer Gebetsstunde ihre erste Vision gehabt zu haben, die allmählich zur Stabilisierung der jungen Advent-Bewegung beitrug. Dieses Gesicht, das für die zweite Hälfte des Dezember 1844 in Portland (Maine) angegeben wird und das aufgrund des thematischen Schwerpunkts auch der „Mitternachtsruf“ genannt wurde, soll das erste einer langen Reihe, die sich bis zum Ende ihres Lebens fortsetzte, gewesen sein. Als Ellen im Frühjahr 1845 begann, auch in Versammlungen an verschiedenen Orten in Penobscot County öffentlich von Visionen zu sprechen, will sie eine weitere Vision erlebt haben.
In jenem Frühjahr 1845 begleiteten William und Sarah Jordan, ein befreundetes Geschwisterpaar, Ellen auf deren erster Vortragsreise in den äußersten Nordosten der USA. In Orrington (Maine) wollten sie dem jungen Adventisten-Prediger James White dessen Pferd zurückbringen. James kannte Ellen seit Sommer 1843 aus Portland und hatte auch von ihrer bestätigenden Vision gehört. Er ging zu Fuß aus dem 30 Kilometer entfernten Palmyra (Maine), um sie persönlich zu hören und länger mit ihr zu sprechen. Nach dieser Begegnung entschied er sich, für ihren persönlichen Schutz zu sorgen. Beide lehnten wegen ihrer Jugend und seiner anhaltenden Naherwartung die Eheschließung zunächst ab. Um keinen öffentlichen Anstoß zu erregen, heirateten sie am 30. August 1846. James unterstützte Ellen fortan als Organisator, Begleiter bei ihren öffentlichen Auftritten sowie Herausgeber ihrer Schriften.
Aus der Ehe gingen vier Kinder hervor:
- Henry Nichols (1847–1863) starb am 8. Dezember im Alter von 16 Jahren an Lungenentzündung[9]
- James Edson (1849–1928) war ein schwieriges, aber kreatives Kind; er erlebte – angeregt durch Ellen Whites Schrift „Our Duty to the Colored People“[10] – eine späte Bekehrung und engagierte sich als erwachsener Mann mit einem Boot auf dem Yazoo River für die Bildungsarbeit unter Afroamerikanern
- William Clarence (1854–1937) trat mit 27 Jahren in die Fußstapfen seines Vaters[11] und setzte sich als enger Mitarbeiter der Mutter über deren Tod hinaus für ihr schriftliches Vermächtnis ein
- John Herbert starb kurz nach der Geburt 1860 an Wundrose.[12]

Die Sabbatlehre, die zum „Halten des Samstags“ als biblischen Ruhetag auffordert, übernahm sie nach einigem Zögern von Joseph Bates. Am 3. April 1847 wurde ihr diese Lehre durch eine Vision in Topsham, Maine bestätigt. Trotz finanzieller Schwierigkeiten reiste das Ehepaar White unermüdlich durch die USA, um die Erkenntnisse über den Sabbat, die Wiederkunft Christi und dessen Mittlerdienst im himmlischen Heiligtum zu verkündigen. Die adventistische Lehre war früh komplett, denn mit dem Festhalten an der Erwartung der sichtbaren Wiederkunft waren 1848 bereits vier weitere Pfeiler der Lehre fest verbunden.
1849 wurde die erste Zeitschrift unter dem Titel The Present Truth gegründet. Es folgten viele weitere Zeitungen, Traktate und Buchreihen. Ab 1852 sollte dafür eine eigene Druckerei aufgebaut werden, die 1855 schließlich in Battle Creek, Michigan angesiedelt wurde. „Das Klima… die Mietpreise, Brennmaterial und sonstige Einrichtungen scheinen für diesen Ort zu sprechen.“ Den ersten Anstoß dazu gab Ellen White ihren eigenen Angaben gemäß im Jahr 1848: „Als ich aus der Vision kam, sagte ich zu meinem Mann: ,Ich habe eine Botschaft für dich. Du musst anfangen, eine kleine Zeitschrift zu drucken.‘“
Durch die Kombination aus Organisationstalent, persönlichem Einsatz, geistlichem Sendungsbewusstsein und der Möglichkeit zur Publikation förderte das Ehepaar White das Wachstum und den strukturellen Aufbau der so genannten Adventbewegung, die sich 1863 als Kirche der Siebenten-Tags-Adventisten gründete. James White wurde einer der ersten Präsidenten, Ellen White hatte dagegen nie ein offizielles Amt inne. Durch ihr geistliches Mandat, zahlreiche Bücher und regelmäßige Zeitungsartikel beeinflusste sie die Entscheidungen der jungen Kirche jedoch maßgeblich.

### Nach dem Tod von James White
Ab 1863 bestimmte ein neues Thema das Bewusstsein Ellen Whites. Durch den schlechten Gesundheitszustand ihres Mannes, der u. a. aufgrund von Mangelernährung und Überarbeitung zustande kam, und durch Visionen wurde sie angeregt, sich im Bereich der Lebens- und Gesundheitsreform zu engagieren. Es folgten einige Bücher zu diesem Thema und die Gründung von Sanatorien, Naturheilkunde-Seminaren und mehreren Schulen.
Dennoch musste sie danach den vorzeitigen Tod ihres ältesten Sohnes und ihres Ehemannes hinnehmen: „Zwischen 1865 und seinem Tod 1881 erlitt James White mindestens fünf Schlaganfälle. Obwohl der erste der weitaus schwerste war, vergrößerten die folgenden die Schädigungen.“ Als James White am 6. August 1881 starb, zog Ellen White sich zunächst nach Healdsburg, auf die gemeinsam bewohnte Farm in Dry Creek Valley, Kalifornien zurück, rückte dann aber noch stärker als zuvor ins öffentliche Blickfeld der Siebenten-Tags-Adventisten.
Vier Jahre später, von 1885 bis 1887, unternahm sie mit ihrem Sohn William und dessen Familie und weiteren Vertrauten und Angehörigen ihre erste Auslandsreise, die sie nach England, in die Schweiz, nach Skandinavien, Italien, Frankreich und Deutschland führte. Das Hauptquartier der Siebenten-Tags-Adventisten in Europa war damals in Basel, wohin sie immer wieder zurückkehrte. Von dort reiste sie auch mehrfach in das Gebiet der Waldenser um Torre Pellice, Piemont.
In Begleitung von Ludwig R. Conradi besuchte Ellen White vom 27. – 29. Mai 1887 (zu Pfingsten) eine Versammlung in Vohwinkel bei Wuppertal. Die Anwesenden überraschte sie nach der Predigt mit ihrer Einladung zum gemeinsamen „Zeugnis“ im Gottesdienst; ein Ritual, das unter deutschen Siebenten-Tags-Adventisten bis heute bekannt und als „lebendige Gemeinde“ populär geblieben ist. Vor der Weiterreise über Hamburg nach Kopenhagen machte Ellen White noch einen Abstecher nach Mönchengladbach, Rheydt. Am arbeitsfreien Pfingstmontag besuchte sie frühmorgens die Seidenweberei der Fam. Dörner, um anschließend zum privaten Anwesen der Familie gebracht zu werden. Eine Tochter von Johann Lindermann, die in die Familie Dörner eingeheiratet hatte, erwartete sie dort bereits.
Johann Heinrich Lindermann (1806–1892), der Vorreiter der pietistisch-freikirchlichen Sabbatbewegung in Deutschland, verwarf bereits um 1850 die Kindertaufe, trat aus der reformierten Kirche aus und meldete 1852 bei den preußischen Behörden eine freie evangelische Gemeinde in Velbert an. Aber der religiöse Nonkonformist wollte es trotz Erfahrung von gewalttätigem Widerstand, zeitweiser Zusammenarbeit mit der Brüderbewegung und späterer Konkurrenz zu Julius Köbner nicht dabei bewenden lassen. Unter den 700 Gliedern auf dem Höhepunkt seiner Bewegung waren es insbesondere „die Gruppen in Mettmann (Boschdell) und in Haan (Vohwinkel-Tesche) … unter der Führung der Familien Weinand, Drinhaus und Dörner, die [eine] Keimzelle des aufkommenden ,sabbatarischen Adventismus‘“ bildeten.
Durch ihre Europareise war Ellen White von den heraufziehenden internen Kämpfen um den theologischen Kurs der Kirche, 25 Jahre nach deren Gründung, räumlich weit entfernt. Doch sah sie sich bereits im Vorfeld, und erst recht ein Jahr nach ihrer Rückkehr, auf der Generalkonferenz in Minneapolis 1888 mit Erwartungen und Vorwürfen konfrontiert. Die Schriftleiter der adventistischen Signs of the Times aus Oakland, Kalifornien, Alonzo T. Jones (1850–1923) und Ellet J. Waggoner (1855–1916), zugleich Lehrer an einem adventistischen College in Healdsburg, wagten einen Konsens in Frage zu stellen, den der Präsident George I. Butler (1834–1918) und der Schriftleiter des Adventist Review in Battle Creek, Uriah Smith (1832–1903), vorab mit ungeeigneten Mitteln abzusichern versuchten.
Ellen White reagierte nicht wie erwartet und stellte sich gegen die traditionelle Position der älteren Leiter und auf die Seite der 20 Jahre jüngeren Schriftleiter Waggoner und Jones. Aber trotz ihres in der Kirche mittlerweile gefestigten Rufs schien ihr Einfluss zwischen den Parteiungen derart zerrieben, dass sie während der Sitzungsperiode erwog, wieder abzureisen. Sie blieb aber auf ihrem Posten. Der neugewählte Präsident Ole A. Olsen sollte sie später ganz gezielt bestärken, über neue Pläne im weit entfernten Australien nachzudenken, nachdem sie sich in Minneapolis erfolgreich gegen allerlei Gerüchte über eine „kalifornische Verschwörung“ hatte durchsetzen können. Daran änderte auch die Tatsache nichts, dass ihr Sohn William den designierten Präsidenten zunächst für sechs Monate kommissarisch vertrat.
Von 1891 bis 1900 lebte sie in Australien und trieb von dort aus ihre Publikationen, aber auch das Gesundheits- und Bildungswerk der Gemeinde voran, obwohl sie vor ihrer Abreise nicht nur hinsichtlich des Ortes noch sehr unschlüssig war. Nach ihrer Ankunft am 8. Dezember 1891, sechs Jahre zuvor hatten die Adventisten den Kontinent erstmals erreicht, lebte sie zuerst in Melbourne (bis August 1894), dann in Sydney (bis Dezember 1895) und schließlich bis 1900 in Cooranbong, das heute zur City of Lake Macquarie, in New South Wales gehört. Sie stand in regelmäßigen Briefverkehr mit den USA und hat in den dortigen Zeitschriften weiterhin Beiträge publiziert. In Australien vollendete sie auch zwei ihrer erfolgreichsten Bücher: Ihr Konversionsklassiker Steps to Christ (1892) und die Evangelienharmonie The Desire of Ages (1898). Darüber hinaus sind noch weitere Werke entstanden, die als Nebenprodukt ihrer Leben-Jesu-Erzählung gelten: Eines über die Bergpredigt (Thoughts of the Mount of Blessing, 1896) und ein anderes zu den Gleichnissen Jesu (Christ's Object Lessons, 1900).
Nach der Überwindung intensiver rheumatischer Beschwerden im ersten Jahr ihres Aufenthaltes war sie zu Besuchen und Vorträgen in Neuseeland und den meisten Landesteilen Australiens (Tasmanien, Victoria, South Australia, New South Wales und Queensland) unterwegs. Ihrem unmittelbaren Einfluss ist es zuzuschreiben, dass in Australien ein adventistisches Schulsystem gegründet wurde, das ihrer Vorstellung von ganzheitlicher Erziehung entsprach. Heute werden in Australien an 47 Schulen etwa 14.000 Schüler kognitiv, sozial, physisch und spirituell betreut. Zu diesem Zweck verhalf sie der von ihr 1897 mitgegründeten Avondale School for Christian Workers (mittlerweile Avondale University College) in Cooranbong in den Rang einer Modell-Schule. Dort werden bis heute auch die Krankenschwestern für das Sydney Sanitarium (seit 1973 Sydney Adventist Hospital) in Wahroonga ausgebildet, das seine Tore erst 1903 öffnete, als Ellen White Australien bereits wieder verlassen hatte. Zwischen 1896 und 1907 nahm sie aber auch an dieser Gründung intensiven Anteil.

### Rückkehr in die Vereinigten Staaten
„Um 1900 war Battle Creek für die Adventisten das, was Jerusalem für die Juden war und Salt Lake City für die Mormonen ist. Das neue Jahrhundert jedoch erlebte den Verfall der adventistischen ,heiligen Stadt‘.“ Gleich nach ihrer Rückkehr nahm Ellen White zusammen mit dem Verwaltungsfachmann Arthur G. Daniells (1858–1935) die Reorganisation der Generalkonferenz in Angriff, die in den Grundzügen bis heute gültig ist. Daniells übernahm eine Idee von Asa T. Robinson (1850–1949), der in Südafrika (1891–1897) und danach in Australien (1898–1903) Aufbauarbeit leistete, und fügte erstmals die „Union“ als eine neue Verwaltungseinheit unterhalb der Ebene der Generalkonferenz ein. Jetzt konnte die Kirche mit einer flexiblen, aber weltweit einheitlichen Verwaltungsstruktur von unterschiedlichen Abteilungen bis hinunter zur „Vereinigung“ als der kleinsten, dezentralen Verwaltungseinheit durch Kirchenbeamte („Sekretäre“) geführt werden.
Auf der Generalkonferenz (Vollversammlung) in Battle Creek wiederholte Ellen White am 1. April 1901 ihre Kritik an den „königlichen“ Machtansprüchen einzelner, die sie seit den 1890er Jahren schon des Öfteren artikuliert hatte. Sie meinte damit nicht bloß gewählte Kirchenbeamte, denn nach George Butler war es nun John Harvey Kellogg, der in eine Konfrontation mit Ellen White steuerte. Am Morgen des 28. Februars 1902 brannte das Battle Creek Sanitarium nieder und am Abend vom 30. Dezember desselben Jahres das Verlagsgebäude des Review & Herald. Die nachfolgenden Eigentums- und Rechtsstreitigkeiten entfremdeten Kellogg und das von ihm wieder aufgebaute Sanatorium von der Kirche der Siebenten-Tags-Adventisten.
Im Jahr 1904 begleitete Ellen White den Umzug der Generalkonferenz (Weltkirchenleitung) von Battle Creek, Michigan nach Takoma Park, Washington, D.C. Im Mai 1905 wurde auf ihr Drängen ein weiteres Sanatorium auf einem großen Grundstück in Loma Linda, Kalifornien erworben. Im November desselben Jahres konnte der Sanatoriumsbetrieb wieder aufgenommen werden, aber Ellen White drängte weiter darauf, das Areal noch zu vergrößern. Nach ihrer Vision vom 10. Oktober 1901 sollte dort anstelle des verlorenen Battle Creek Sanitarium ein neues Lehrkrankenhaus errichtet werden, wo heute das Loma Linda University Medical Center seinen Sitz hat. Im Juni 1905 besuchte sie den Ort zum ersten Mal und im April 1911 zum letzten Mal.
Nachdem Ellen White seit 1909 immer weniger öffentliche Termine wahrnahm, kam es im Jahre 1912 zum endgültigen Rückzug ins Private. Am 16. Juli 1915 starb sie im Alter von 87 Jahren in ihrem Haus Elmshaven, in St. Helena, Kalifornien.

## Wirkung

### Inspiration und Kritik
Ellen White wurde bereits zu ihren Lebzeiten von Siebenten-Tags-Adventisten als „Prophetin“ wahrgenommen und hatte deshalb eine Sonderstellung. Sie selbst widersprach diesem Anspruch nie, bezeichnete sich aber lieber als „Botin des Herrn“, deren Schriften ein „kleines Licht“ seien und zum „großen Licht“ (zur Bibel) hinführen sollten. Denn sie selbst war von der Wahrhaftigkeit ihrer Inspiration gänzlich überzeugt und so konnte sie dem Leser versichern: „In dieser Hinsicht gibt es keine Halbheiten. Die Zeugnisse stammen entweder vom Geist Gottes oder aber vom Teufel.“ Ihr Sohn und Nachlassverwalter, William C. White, hat jedoch zeitlebens vor den Gefahren gewarnt, „zu hohe Ansprüche für Ellen White und ihre Schriften zu erheben.“
Allerdings herrschte von den 1920er bis in die 1960er Jahre in der Freikirche dennoch so etwas wie eine „fabelhafte Welt der Ellen White“. Dem adventistischen Kirchenhistoriker George Raymond Knight (* 1941) zufolge hat diese verklärte „Ellen-White-Wunderwelt“ mit einer deutlichen Verschiebung im Denken der Kirchenleitung in Richtung auf fundamentalistische Positionen nach ihrem Tod zu tun: „Sie war nicht nur die Autorität in Sachen Exegese und Theologie, sondern auch fehlerlos, irrtumslos, ihrer Zeit 100 Jahre voraus, von tadellosem Charakter und in den Augen der meisten Adventisten verbal inspiriert.“
Schon die Idee einer Verbalinspiration der Heiligen Schrift hat Ellen White selbst allerdings niemals geteilt: „Es sind nicht die Worte der Bibel, die inspiriert sind, sondern die Menschen waren inspiriert. Inspiration wirkt nicht auf die Worte eines Menschen und seine Ausdrücke, sondern auf den Menschen selbst. Er ist es, der unter dem Einfluss des Heiligen Geistes mit Gedanken erfüllt wird.“ Auch ihre engsten Mitarbeiter und die Generalkonferenz-Vollversammlung von 1883 waren dieser Auffassung.
Das hatte ganz konkrete Auswirkungen auf ihr eigenes Werk als Schriftstellerin. Ihr Sohn William äußerte zur Revision des Großen Kampfes von 1911: „Mutter hat nie gewollt, dass unsere Brüder sie als Autorität zu Einzelfragen der Geschichte oder zu historischen Daten ansehen.“ Denn zur Darstellung stützte sich Ellen White in ihrem Werk u. a. auf die Geschichte des Protestantismus des schottischen Kirchenhistorikers James Aitken Wylie oder auf die Reformationsgeschichte des Schweizers Jean-Henri Merle d’Aubigné.
Angesichts der Vorhaltungen von Dudley M. Canright (1840–1919) machte sie ihre literarischen Anleihen erstmals selbst deutlich und begründet ihr Verhalten in der Einführung zum Großen Kampf von 1888 folgendermaßen: „In manchen Fällen, in denen ein Historiker die Ereignisse so zusammengestellt hat, dass eine kurze, umfassende Übersicht der Dinge möglich ist oder er Details in einer passenden Weise zusammengefasst hat, sind seine Worte zitiert worden; allerdings sind außer in ein paar Fällen die Quellen nicht angegeben worden, weil das Zitat nicht wegen des Autors als Autorität benutzt wurde, sondern weil sein Text das Thema in guter und ausdrucksstarker Weise darlegt.“
„Obwohl die Einführung zeitlich als erstes erschien, steht sie heute im letzten Buch der ‚Entscheidungsserie’“. In einem Überblicksartikel verteidigt einer der Herausgeber der Ellen G. White Encyclopedia ihre Arbeitsweise gegen den Vorwurf der Unaufrichtigkeit und schätzt, dass 15–20 % des Buches auf diese Weise zustande gekommen sind. Die Bewertung der Anleihen als Plagiate blieb aber nicht zuletzt deshalb weiterhin Gegenstand der Kontroverse, weil andere Forscher zwischenzeitlich zu noch erheblich höheren Werten gelangt sind.

### Bibelkonferenz von 1919
Vier Jahre nach ihrem Tod fand eine vierwöchige Bibelkonferenz statt und im Anschluss eine zweitägige Tagung von Kirchenhistorikern, die sich zuletzt den Fragen der Inspiration und Autorität von Ellen White und der Bibel zuwandte. Beide Versammlungen wurden von Arthur G. Daniells geleitet. Daniells war seit Ellen Whites australischer Phase ein ihr vertrauter Mitarbeiter und danach Präsident der Siebenten-Tags-Adventisten in den ersten zwei Dekaden des 20. Jahrhunderts. Am zweiten Tag wies er gleich zu Beginn der Debatte auf die Tatsache hin, zwei Auffassungen über Inspiration hätten „ihre Anhänger unter uns, auch hier auf der Konferenz“ – ein Teil glaube an die Wort-für-Wort-Inspiration und ein anderer Teil an die Inspiration der Gedanken. Arthur Daniells stellte sich der Kontroverse, aber hielt es für besser, dass die ganze Mitschrift der Konferenz in einem Tresorraum verwahrt würde und nur zu Studienzwecken eingesehen werden dürfe. Seine Gegner hatten noch weniger Interesse an der minuziösen Dokumentation der Debatte.
Daniells wurde 1922 abgewählt und die Mitschriften wurden vergessen. Schließlich fand F. Donald Yost, der Archivleiter der Generalkonferenz, am 6. Dezember 1974 in den Kellergewölben der Weltkirchenleitung zwei Bündel von Transkripten der Bibelkonferenz von 1919, die etwa vier Jahre später von Molleurus Couperus, dem vormaligen Chefredakteur des Spectrum Magazine, ohne Zustimmung des Archivleiters teilweise veröffentlicht wurden. Der Archivar war empört und einige Leserbriefe spiegelten das Erstaunen des Publikums wider, das eine offenherzige Diskussion 60 Jahren zuvor in dieser Form nicht erwartet hatte. Heute ist das gesamte Konvolut weithin bekannt und allgemein zugänglich.
Die Veröffentlichung der Transkripte brachte in den 1980er Jahren allerdings auch die Diskussion über Ellen Whites Quellennutzung wieder in Fahrt. Um das Ausmaß ihrer Anleihen zu beweisen und auch um Ellen White als Betrügerin zu entlarven, veröffentlichte Walter Rea das Buch The White Lie. Er nahm die Vorwürfe von Dudley M. Canright und Ronald L. Numbers auf und spitzte deren Vorhaltungen noch weiter zu: ihr Gesamtwerk bzw. der Umgang damit gleiche einer Notlüge. John J. Robertson entgegnete mit seinem Buch The White Truth.
Der Präsident der Generalkonferenz, Neal Wilson, antwortete im März 1980 auf diese Vorwürfe im Adventist Review, bemühte eine juristische Kanzlei und stellte den Neutestamentler Fred Veltman an, um die Plagiatsvorwürfe überprüfen und ausräumen zu lassen. Ein Jahr später erschien der Ramik-Report, acht Jahre später wurde der Veltman-Report vorgestellt und zwei Jahre danach noch eine kürzere Zusammenfassung im Ministry Magazine. Demnach liege kein Plagiat vor und die Originalität ihrer Werke sei nicht etwa in ihrem Wortlaut gelegen, sondern in der Weise ihrer Komposition. Ein anderer adventistischer Theologe verglich ihr Wirken mit dem des Evangelisten Lukas.

### Einfluss und Bedeutung
Wenngleich Ellen Whites Bedeutung lange nicht wesentlich über den Kreis der von ihr mitbegründeten Freikirche der Siebenten-Tags-Adventisten hinausreichte, zählt sie inzwischen zu den bedeutenden religiösen Persönlichkeiten des 19. Jahrhunderts in Nordamerika. Mit Mary Baker Eddy, der Gründerin der Christian Science, gehört sie zu den wenigen Frauen, die am Entstehen einer religiösen Gemeinschaft maßgeblich beteiligt waren. „Anstelle der [enttäuschten] Wiederkunft, vermittelte sie den Gläubigen das Ideal einer perfekten physischen und spirituellen Gesundheit ... [oder] um es auf eine knappe Formel zu bringen, sie gründete eine Kirche, indem sie den Glauben ihrer Anhänger durch prophetische Kräfte so formte, dass diese in jenem Vorhaben nicht nachließen.“
Ellen White hatte einen überragenden Einfluss auf die Entstehung der adventistischen Wohlfahrts- und Bildungseinrichtungen. In ihren zahlreichen Schriften widmet sie sich Fragen des Gemeindealltags und der christlichen Lebensweise. Darüber hinaus stellte sie umfassende Geschichtskonzepte dar, die sich von der biblischen Zeit bis zur Gegenwart erstreckten. Ihr Werk The Great Controversy kann als Korrektur bzw. Gegenentwurf zu Der Gottesstaat von Augustinus gelesen werden. Allerdings sollte ihre Popularität als Schriftstellerin prinzipiell nicht mit inhaltlicher Originalität verwechselt werden: „Die meisten Adventisten nehmen an, dass Ellen White die Theologie des ,großen Kampfes‘ entwickelt hat. Aber Joseph Bates' Einsichten und die Veröffentlichung seines kleinen Buches The Seventh-Day Sabbath gingen der Vision Ellen Whites zu dem Thema um drei Monate voraus.“
Bis heute ist die Position Ellen G. Whites auch unter Siebenten-Tags-Adventisten umstritten. „Es gibt eine Konstante in der Kirche: Die Adventisten waren immer geteilter Meinung über Ellen Whites Werk und das Wesen ihrer Inspiration.“ Das Glaubensbekenntnis der Siebenten-Tags-Adventisten erkennt in ihren Schriften eine „Gabe der Weissagung“ und eine „prophetische Autorität“, die nützlich ist zu „Trost, Führung, Unterweisung und Zurechtweisung“. Gleichzeitig betont die Kirchenleitung, dass die Schriften Ellen G. Whites den biblischen Schriften keinesfalls gleichrangig seien, sondern allein die Bibel als „Maßstab“ und „Prüfstein“ gelte. Ferner förderte die Ellen-White-Forschung immer mehr Details über den Alltag der Prophetin ans Licht, die ihrem Umfeld allerdings weitgehend bekannt gewesen sein dürfte, denn sie war schon zu Lebzeiten eine Person des öffentlichen Lebens.
Seit dem Ende des 20. Jahrhunderts forschen immer mehr fachkundige Historiker und Theologen zu Leben, Wirken und Wirkungsgeschichte von Ellen G. White. Auch in deutscher Sprache liegen mehrere kirchen- und theologiegeschichtliche Arbeiten vor, zumeist aus dem kirchlichen Advent-Verlag. Mit Ellen White’s Afterlife erschien eine Bilanz von 100 Jahren Wirkungsgeschichte durch einen der einflussreichsten Historiker der adventistischen Freikirche am Ende des 20. Jahrhunderts. George Knights Bücher stehen für einen pragmatischen Revisionismus der offiziellen Linie kirchlicher Selbstdarstellung. Sie stellen gleichzeitig eine engagierte und eine kritische Geschichtsschreibung dar, d. h. sie sollen aufklären und brauchbare Impulse für eine zeitgemäße konfessionelle Selbstvergewisserung der Gemeindemitglieder geben.
Um zu einer historischen Kontextualisierung von Ellen G. White zu gelangen, würdigen Kirchenhistoriker wie Knight die Vorarbeiten sowohl von ihren Gegnern und Befürwortern. Das hat langfristig zu einer Versachlichung der Debatte über ihr Werk beigetragen. Im Oktober 2009 wurde in Portland, Maine im Rahmen eines akademischen Symposiums das erste gemeinsame wissenschaftliche Projekt „entlang einer naturalistisch-theologischen Achse“ erörtert. Damit verbindet sich die Hoffnung der Beteiligten, dass es unter wissenschaftlichen Gesichtspunkten letztlich keine harte Trennlinie zwischen Gelehrten und Apologeten geben dürfe. Der Band, an dem 20 verschiedene Autoren mitgewirkt haben, erschien 2014 unter dem Titel Ellen Harmon White: American Prophet bei Oxford University Press.

## Schriften
„Ich bin beim Niederschreiben meiner Gesichte vom Geist des Herrn ebenso abhängig wie beim Empfangen derselben.“ Ellen White verfasste zu ihren Lebzeiten über 20 Bücher und etliche Schriften, neben Traktaten und Artikeln (über 5000) insbesondere auch viele Briefe und Manuskripte (ca. 8000). In ihrem Nachlass befinden sich über 60.000 Manuskriptseiten, darunter Predigten, Botschaften Gottes („Zeugnisse“) und Tagebücher. Nach ihrem Tod sind zahlreiche Kompilationen erschienen. Viele Werke sind online verfügbar (siehe auch die deutsche Sektion der EGW writings).
Aufgrund ihrer beschränkten formalen Bildung und der Fülle ihrer Tätigkeiten beschäftigte Ellen White eine Reihe von literarischen Assistenten (Schreiber, Stenotypisten oder Lektoren). Die erste Schreibmaschine kam 1874 auf den Markt, und da Ellen White eine gute und moderne Ausstattung schätzte, schaffte sie 1885 gleich mehrere für ihr Büro an. Unter den etwa 20 Personen, die ihr halfen, waren neben den Familienmitgliedern bezahlte Kräfte wie Marian Davis (1847–1904) und Fannie Bolton (1859–1926). Davis genoss absolutes Vertrauen und Bolton wurde mehrfach entlassen (und wieder eingestellt), weil sie zu viel Eigenmächtigkeit zeigte. Dazu äußerte sich Ellen White in einem Briefentwurf: „Die Bücher sind nicht Marians Werk, sondern mein eigenes, zusammengestellt aus all meinen Schriften. Marian hat einen großen Fundus, auf den sie zurückgreifen kann und ihre Fähigkeiten, das Material zu arrangieren, ist sehr wertvoll für mich. Es erspart mir, all das Material selbst durchzugehen, dafür fehlt mir die Zeit. ... Fannie mag den Anspruch geäußert haben, dass sie meine Bücher macht, aber das ist nicht der Fall. Das ist Marians Domäne, und ihre Dienste sind wesentlich wertvoller als alles, was Fannie für mich getan hat.“
Die neun Bände (ca. 5000 Seiten) der Testimonies for the Church wenden sich insbesondere an die Siebenten-Tags-Adventisten. Sie enthalten Ellen Whites Briefe, Artikel, Predigten, Berichte von Visionen und Anweisungen für das alltägliche Leben. Die ersten 4 Bände erschienen 1885, nachdem die Generalkonferenz (Vollversammlung) die Edition angeordnet hatte. Bis zum Erscheinen von Band 5 (1889) folgen die Zeugnisse einer chronologischen Ordnung, die Bände 6 – 9 (1900–1909) sind thematisch geordnet. Ins Deutsche übersetzt wurden 1914–1918 zunächst 2 Bände ausgewählter Passagen unter dem Titel Aus der Schatzkammer der Zeugnisse. Nach dem Zweiten Weltkrieg (1956–1959) erschien eine Neuübersetzung in 3 Bänden, bei nahezu verdoppeltem Umfang. Band 1 enthält Botschaften aus den Jahren 1855–1881, Band 2 solche zwischen 1882–1889 und Band 3 enthält eine Auswahl ihres Alterswerks (1900–1909).
Bekannt sind aber vor allem die Reihen über biblische Geschichte und Eschatologie, die aufeinander aufbauen: Spiritual Gifts (4 Bände, 1858–1864), Spirit of Prophecy (4 Bände, 1870–1884) und Conflict of the Ages Series (5 Bände, 1888–1917). Auf die letzte, ausgereifte Reihe wird im deutschen Sprachraum oft als „Entscheidungsserie“ Bezug genommen. Diese fünf Titel, die im Deutschen in abgewandelter Form immer wieder neu aufgelegt werden, lauten:
- Patriarchs and Prophets (1890) – (Patriarchen und Propheten, Wie alles begann, Der Auftakt)
- Prophets and Kings (1917) – (Propheten und Könige, Macht und Ohnmacht, Die Erwählten)
- The Desire of Ages (1898) – (Das Leben Jesu, Der Sieg der Liebe, Jesus von Nazareth, Der Sieger)
- The Acts of the Apostles (1911) – (Das Wirken der Apostel, Gute Nachricht für alle, Die Botschafter)
- The Great Controversy (1888 / 1911) – (Der große Kampf, Vom Schatten zum Licht, Das Finale)

Sie selbst sah ihr Buch The Great Controversy between Christ and Satan als eines der wichtigsten an. Zu ihren Lebzeiten am erfolgreichsten im Verkauf war Steps to Christ.

### Weitere englische Ausgaben (Auswahl)
- Early Writings. Review and Herald Publishing Association, Washington (DC) 1882.
- Historical Sketches of the Foreign Missions of the Seventh-Day Adventists. Imprimerie Polyglotte, Basel 1886.
- Steps to Christ. Fleming H. Revell, Chicago 1892.
- Thoughts of the Mount of Blessing. Review & Herald Press Association, Battle Creek 1896.
- Christ's Object Lessons. Review & Herald Press Association, Battle Creek 1900.
- Education. Pacific Press Publishing Association, Mountain View 1903.
- The Ministry of Healing. Pacific Press Publishing Association, Mountain View 1905 / 1909.
- Life Sketches of Ellen G. White. Pacific Press Publishing Association, Mountain View 1915.

### Deutsche Ausgaben (Auswahl)
- Mein frühes Leben und Wirken. Autobiografie bis 1863. Advent-Verlag, Lüneburg 2015. ISBN 978-3-8150-1947-4.
- Frühe Schriften von Ellen White. Wegweiser-Verlag, Wien 1993. ISBN 978-3-8150-0328-2.
- Die Geschichte von Jesus. Für Kinder erzählt. 2. Auflage. Übersetzt von Tina Eißner. Kokko Verlag, Merseburg 2015. ISBN 978-3-940174-01-7.
- Auf den Spuren des großen Arztes. Advent-Verlag, Lüneburg 1999. ISBN 3-8150-1800-5.
- Gute Nachricht für alle Wegweiser-Verlag, Wien 2009. ISBN 978-3-900160-59-3.
- Vom Schatten zum Licht. Wegweiser-Verlag, Wien 2011. ISBN 978-3-900160-73-9.
- Wie alles begann. Wegweiser-Verlag, Wien 2014. ISBN 978-3-900160-97-5.
- Macht und Ohnmacht. Wegweiser-Verlag, Wien 2014. ISBN 978-3-903002-09-8.
- Der Sieg der Liebe. Wegweiser-Verlag, Wien 2015. ISBN 978-3-903002-16-6.
- Erziehung. Advent-Verlag, Lüneburg 1998. ISBN 3-8150-1298-8.
- Wie führe ich mein Kind? Gihon Publishing, Backnang 2008. ISBN 978-3-939979-08-1.
- Nehemia – Der Wiederaufbau der Mauer. NewStartCenter, Raich 2002. ISBN 3-933785-18-9.
- Maranatha. Hoffnung-Weltweit-Verlag, Schopfheim 1999. ISBN 3-933785-02-2.